# Erich Sack
Erich Sack (* 1. April 1887 in Goldap; † 24. Januar 1943 in Dachau) war ein deutscher evangelischer Pfarrer, Widerstandskämpfer gegen den Nationalsozialismus und KZ-Häftling im KZ Dachau.

## Leben
Nach dem Besuch der Volksschule absolvierte Sack die Friedrichsschule Gumbinnen. Anschließend studierte er Albertus-Universität Königsberg Evangelische Theologie. Seine erste Stelle als Hilfsprediger fand er in Hamburg-Eppendorf bei der lutherisch geprägten Sankt-Ansgar-Schule. Eng verbunden damit war das „Diakonissenhaus Bethlehem“. Sein Mentor wurde der Hamburger Pastor Max Glage, der später die Anschar-Gemeinde zu einer sogenannten konfessionellen Kapellengemeinde innerhalb der Hamburgischen evangelisch-lutherischen Landeskirche umwandelte. Kurz vor dem Ersten Weltkrieg ging Sack in seine ostpreußische Heimat zurück, wo er in Lyck Pfarrer wurde. Seine weiteren Pfarrstellen waren danach in Pillkallen, Allenburg, Groß Warningken (1938 bis 1946: Steinkirch), Zinten und achtzehn Jahre lang in Lasdehnen (1938 bis 1946: Haselberg). Dort geriet er in scharfen Gegensatz zu den Deutschen Christen. Die NSDAP nannte er offen ein „nationales Unglück“. So geriet er unter die Beobachtung der Gestapo, wurde mehrfach verhört und man unternahm Anstrengungen, um ihn aus dem Amt zu drängen. In jedem seiner Gottesdienste saßen drei Gestapoleute in Zivil unter seiner Kanzel.
In einer Konfirmandenstunde am 6. August 1942 erklärte er den Konfirmanden: „Ein Volk, das seinen Glauben verleugnet, wird niemals siegen.“ Daraufhin wurde er für zehn Tage in „Schutzhaft“ genommen und nach Tilsit gebracht, wo ihm im Verhör Zersetzung der Wehrkraft vorgeworfen wurde. Sein Superintendent Thiel und auch seine Frau haben ihn dort einmal und zugleich das letzte Mal sehen können. Am 16. August 1942 wurde er auf einen Transport zur Deportation in das KZ Dachau gebracht und dort am 4. September 1942 eingeliefert. Er erhielt die Häftlingsnummer 25843 und musste dort harte Zwangsarbeit verrichten. Nach Auszehrung und völliger Erschöpfung starb er, wobei seiner Frau in Täuschungsabsicht „Lungenentzündung“ als Todesursache mitgeteilt wurde. Erst im März traf seine Aschenurne zur Bestattung ein. Weil die Gemeinde dort an der Sitte der Erdbestattung festhielt, wurde seine Urne in einen Sarg gelegt und in Haselberg begraben.
Erich Sack war verheiratet und Vater eines Sohnes und sieben Töchtern.

## Ehrungen
- Die Evangelische Kirche in Deutschland erinnert mit einem Gedenktag im Evangelischen Namenkalender am 24. Januar an Erich Sack.[5]
- 1987 wurde in der Trinitatiskirche[6] Hofstede-Riemke in Bochum im Rahmen eines Gedenkgottesdienstes unter Anwesenheit von zwei Töchtern des Märtyrers eine Ehrentafel für Erich Sack enthüllt.[4]
- Im Januar 2023 wurde Erich Sack anlässlich seines 80. Todestages in einer Verkündigungssendung thematisiert.[7]